# Tomato Adventure
Tomato Adventure (トマトアドベンチャー) es juego de rol único y muy sencillo dirigido a una audiencia joven y amantes de historias tiernas, aunque adecuado para cualquier videojugador. Está desarrollado por AlphaDream y publicado por Nintendo y Universal Interative para Game Boy Advance. Fue el último juego de Northwood Interactive antes de que Universal absorbiera la empresa y su catálogo lo vendiese a Agetec 

## Prólogo
La historia se lleva a cabo en una tierra gobernada por niños y hecha para niños: El Reino Ketchup. El protagonista es DeMille, un niño liebre vestido de azul que vive en un autobús escolar sin ruedas.
Mientras DeMille veía la televisión, notó que el antagonista de la historia, el Rey Abira, llevaba a cabo una celebración llamada El Día del Tomate, mientras mostraba un proyecto creado por él que llevaba como nombre El Super Cara-Cooker, un arma parecida a un láser que transformaba a las personas, los lugares y las cosas en muñecos, juguetes y lugares de recreo. Entonces, el televisor de DeMille se destruyó, mientras que su novia vestida de rosado, Patharan, llegó hacia él para decirle que quería mostrarle un regalo que obtuvo de alguien, el Gimmick Robo, pero éste no estaba allí cuando ellos llegaron a verlo. Tras esto, dos personas color púrpura con zíperes, Gorikki y Burikki, capturaron a Patharan con un gancho, al mismo tiempo que DeMille se aferraba a ella mientras eran halados hacia la nave en la que Gorikki y Burikki se encontraban. Luego de que DeMille peleara contra Gorikki y Burikki, éstos recibieron una llamada de Rey Abira, quien les ordenaba llevar a Patharan al palacio y dejar a DeMille afuera de la nave. Tras caer del avión hacia el Charco de Tomate, DeMille caminó y notó que estaba cerca de la casa del Palacio Gimmick, una torre alta, roja y con techo en forma de tomate, que en realidad era el hogar del Rey Abira. Cuando DeMille decidió entrar y salvar a Patharan, encontró una pared por la que no podía pasar. Fue entonces cuando un topo llamado Rereku le contó que para poder pasar por la pared, DeMille debía derrotar a los seis Super Niños y obtener las seis llaves llamadas Partes de Juguete. Mientras DeMille fue hacia su aventura, se encontró con otros personajes que unirían fuerzas con él para derrotar a King Abira y salvar a Patharan. Según el orden en que se unieron a DeMille, sus compañeros son Aresa, una niña que usa un vestido naranja con blanco y zapatos de suela alta; Sofubi, una rana grande que usa traje y sombrero estilo hongo; y finalmente, Rereku, el topo.

## Sistema de juego
El juego es simple y único, pero mucha gente encontrará que Tomato Adventure es similar a Super Mario RPG: Legend of the Seven Stars, debido al uso de diferentes armas llamadas Gimmicks (Trucos), lo que requiere que el jugador juegue diferentes minijuegos de forma correcta, dependiendo de cuál Gimmick se utilice. Asimismo, algunas personas encontrarán que este título es similar a la serie de Mother / EarthBound, debido a la forma de caminar por el mapa y a la historia extraña y chistosa del juego.

## Personajes principales
- DeMille (デミル) - El protagonista de este título. Tú tomas el rol de él.
- Patharan (パサラン) - La novia de DeMille. Ella ha sido capturada por el Rey Abira. DeMille y sus amigos viajan juntos para salvarla a ella y al Reino Ketchup.
- Seremo (セレモ) - Amigo y vecino de DeMille. Ayudó a DeMille a aprender acerca de los Gimmicks (Trucos), items y otras cosas.
- Aretha (アレサ) - La primera compañera de DeMille. Le encanta crear dispositivos electrónicos y jugar con ellos. También solía trabajar para el Rey Abira. Ella es una coneja que usa ropa de color anaranjado.
- Sofubi (ソフビー) - El segundo compañero de DeMille. Cuando DeMille y sus compañeros lo encontraron por primera vez, él estaba atascado en un túnel en Pueblo Ois. Él es una rana pesada que usa un traje negro y un sombrero estilo hongo.
- Rereku (レレク) - El tercero y final compañero de DeMille. Él es un topo ninja que le mostró a DeMille grabaciones de video de Rey Abira y Patharan cerca de la cima de Palacio Gimmick.
- Gorikki y Burikki (ブリッキそしてゴリッキ) - Secuaces de Rey Abira. Ellos echan a perder muchas cosas a lo largo del RPG. Ellos son dos criaturas color púrpura con zíperes.
- Rey Abira (アビーラ王) - El antagonista principal de este título. Rey Abira es un tomate bebé que capturó a Pasaran para obtener su Energía Corazón por completo, la cual es una combinación de cinco diferentes energías: Energía Risa, Energía Tristeza, Energía Enojo, Energía emoción y Energía Amor. La meta del Rey Abira es insertar la Energía Corazón de Pasaran en su Super Cara-Cooker para poder convertir a todos y a todo en juguetes.